# Sulawesidvärguv
Sulawesidvärguv (Otus manadensis) är en fågel i familjen ugglor inom ordningen ugglefåglar.

## Utseende och läte
Sulawesidvärguven är en liten brun uggla med gula ögon och "örontofsar". Huvudet är rätt fyrkantigt och kroppen helbrun med omfattande spridda mörkare och ljusare teckningar. Ungfågeln är kraftigt tvärbandad på hjässa och rygg. Sången består av en enkel ihållande ton som upprepas ofta, ibland stigande på slutet. 

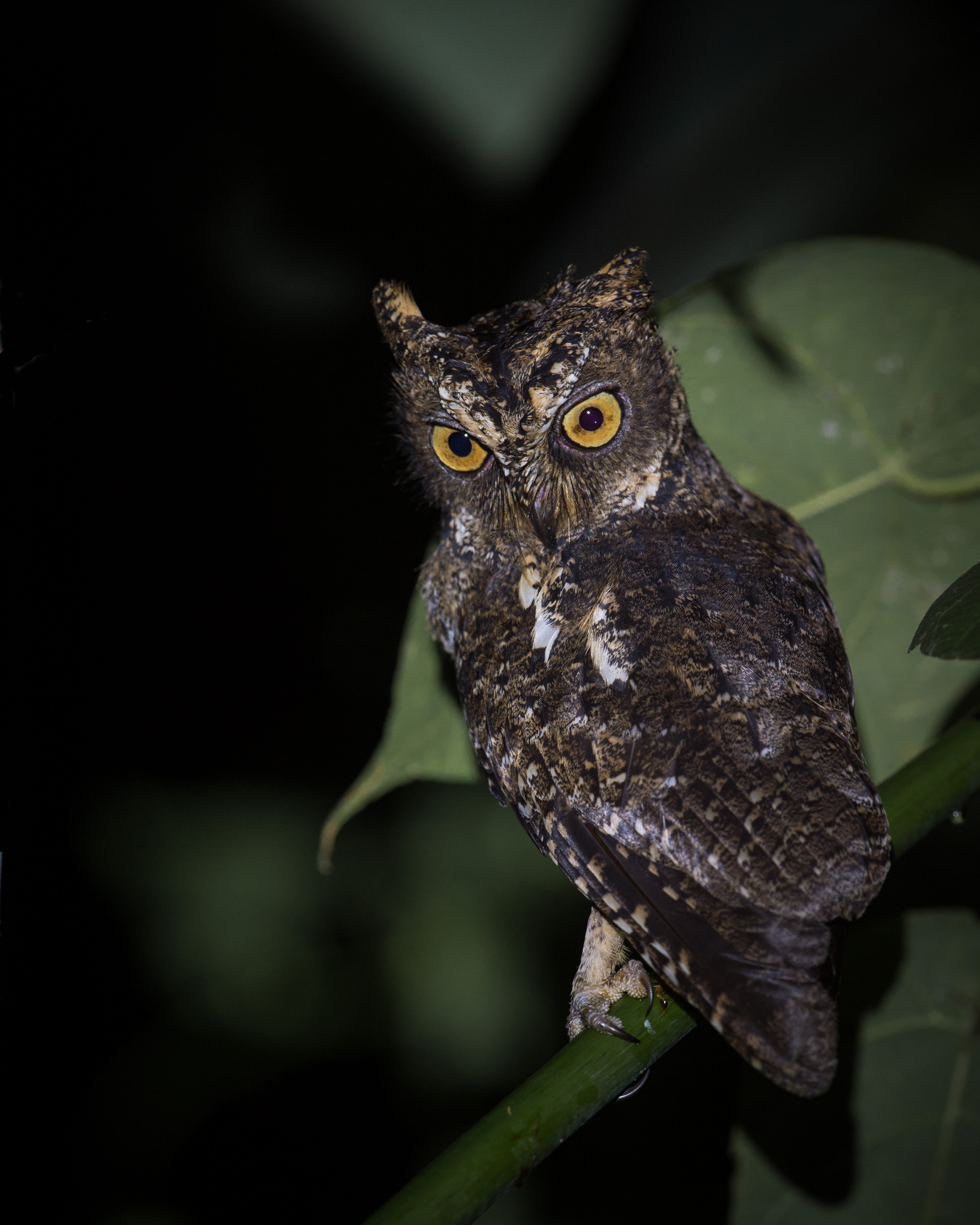

## Utbredning och systematik
Sulawesidvärguven förekommer som namnet avslöjar på indonesiska ön Sulawesi. Tidigare inkluderades banggaidvärguven (Otus mendeni) i arten, liksom taxonet kalidupae med utbredning på ön Kaledupa i Tukangbesiöarna (den senare förs numera oftast till moluckdvärguven. Både siaudvärguv och suladvärguv behandlades tidigare också som underarter till sulawesidvärguven, men urskiljs numera ävewn de oftast som egna arter. 

## Levnadssätt
Sulawesidvärguven hittas i skog och skogsbryn, både i låglänta områden och bergstrakter. 

## Status och hot
Arten har ett stort utbredningsområde, men tros minska i antal, dock inte tillräckligt kraftigt för att den ska betraktas som hotad. Internationella naturvårdsunionen IUCN listar arten som livskraftig (LC).